# Пальшау, Иоганн Готфрид Вильгельм
Иога́нн Го́тфрид Вильге́льм Па́льшау (нем. Johann Gottfried Wilhelm Palschau, 1741 — 1815) — немецкий и датский композитор, пианист, клавесинист и педагог.

## Биография
Родился в семье виолончелиста Петера Якоба Пальшау (нем. Peter Jacob Palschau; 1708—1793). Фамилия берёт начало в померанском городе Пальшау (ныне Пальчево под польским Гданьском). В 1747 году перебрался из родного Гольштейн-Глюкштадта в Копенгаген. В 1761 году становится скрипачом в Датском королевском оркестре. Его талант разглядел Иоганн Адольф Шайбе, порекомендовавший его в 1766 году королю Фредерику V. Много гастролировал по городам Северной Европы. В 1754 году посещает Лондон, в 1756 году Гамбург, в 1757 году Любек, затем на некоторое время останавливается в Нюрнберге. В 1768 году возвращается в Копенгаген, чтобы в 1771 году перебраться в Ригу, а оттуда в 1777 году — в Санкт-Петербург. Здесь Пальшау выступал со скрипачом Львом Ершовым, занимался преподаванием. Автор концертов для клавесина с оркестром, сонат, вариаций на русские темы, в частности, на тему песни «Как у нашего двора».